# Richard Schickel
Richard Schickel (Milwaukee, 10 febbraio 1933 – Los Angeles, 18 febbraio 2017) è stato un critico cinematografico, saggista e giornalista statunitense.

## Biografia
Dal 1965 al 2010 ha svolto la mansione di critico cinematografico per la prestigiosa rivista Time, ha inoltre collaborato per Life e il New York Times. È stato inoltre il presidente della Lorac Produzioni, che si occupa di produrre documentari su diversi personaggi famosi del panorama internazionale.
Schickel è stato autore di diverse biografie prestigiose, tra cui quella ufficiale di Clint Eastwood: L'uomo dalla cravatta di cuoio.
Nel 2004 è stato insignito dal National Board of Review of Motion Pictures del Premio William K. Everson per la storia del cinema.